# زینب جانسون
زینب جانسون بازیگر و کمدین آمریکایی است. او بیشتر با ایفای نقش در آخرین کمیک ایستاده شناخته می‌شود. جانسون جز بازیگران اصلی مجموعه بارگذاری است.

## زندگی
جانسون در هارلم، نیویورک، یکی از سیزده فرزند یک خانواده مسلمان متدین به دنیا آمد و بزرگ شد. او مدرک لیسانس خود را در رشته ریاضیات به قصد معلم شدن دریافت کرد. جانسون بعداً به لس آنجلس نقل مکان کرد تا بازیگر شود. او به عنوان دستیار تولید برای نمایش‌های کمدی مشغول به کار شد و شروع به پرورش علاقه به کمدی کرد. زمانی که در فصل ۸ آخرین کامیک ایستاده ظاهر شد، دید وسیع تری به دست آورد. جانسون به عنوان یک‌نیمه نهایی صعود کرد.

## حرفه
در سال ۲۰۱۶، جانسون در برنامه ویژه HBO «همه کمدی دف» ظاهر شد. در سال ۲۰۱۷، اعلام شد که پروژه ای ساخته شده و با بازی جانسون از طریق شرکت تولید واندا سایکس در ای‌بی‌سی سیگنچر در حال توسعه است. در آن سال، او در سریال وب «پیشگامان» در مقابل آلسیا اتینوف، خالق سریال، همبازی شد. او به عنوان ۱۰ کمیک برای تماشای ورایتی' برای سال ۲۰۱۹ انتخاب شد.
جانسون مجری مشترک سریال نتفلیکس «۱۰۰ انسان» است. او همچنین یک نقش مکرر در سریال آمازون ۲۰۲۰، بارگذاری دارد.
ویژه کمدی جانسون با عنوان حجاب خاموش به عنوان یک برنامه  آمازون اورجینال در ۲۰ اکتبر ۲۰۲۳ منتشر شد.